# Michael Neary

Erzbischofswappen von Michael Neary

Michael Neary (* 15. April 1946 in  Castlebar, County Mayo) ist ein irischer Geistlicher und emeritierter römisch-katholischer Erzbischof von Tuam.

## Leben
Nach seiner Schulzeit an der St. Patrick’s National School in Castlebar und am St Jarlath’s College in Tuam studierte Neary am St. Patrick’s College in Maynooth Theologie. Neary empfing am 15. Juni 1971 die Priesterweihe für das Erzbistum Tuam. 1975 wurde er Doktor der Theologie. Von 1978 bis 1981 studierte Neary in Rom. Am 20. Mai 1992 wurde Neary zum Titularbischof von Quaestoriana und zum Weihbischof im Erzbistum Tuam ernannt. Die Bischofsweihe spendete ihm am 13. September desselben Jahres der Erzbischof von Tuam Joseph Cassidy; Mitkonsekratoren waren der Apostolische Nuntius in Irland, Erzbischof Emanuele Gerada, und Joseph Cunnane, ehemaliger Erzbischof von Tuam.
Am 17. Januar 1995 wurde Michael Neary Erzbischof von Tuam. Papst Franziskus nahm am 10. November 2021 das von Michael Neary aus Altersgründen vorgebrachte Rücktrittsgesuch an.

## Mitgliedschaften
Michael Neary ist Mitglied folgender Institution der römischen Kurie:
- Kongregation für den Gottesdienst und die Sakramentenordnung (seit 2010)[2]
- Komitee Vox Clara (seit 2010)